# Mastectomia radicale
La mastectomia radicale è un intervento chirurgico che comporta la rimozione del seno, del sottostante muscolo pettorale (compresi grande pettorale e piccolo pettorale), e i linfonodi del cavo ascellare come trattamento per il cancro al seno. Il carcinoma mammario è oggi il tumore più comune tra le donne ed è principalmente trattato con un intervento chirurgico, in particolare dall'inizio del XX secolo, quando la mastectomia è stata sviluppata con successo. Tuttavia, con l'avanzamento della tecnologia e delle capacità chirurgiche, l'estensione delle mastectomie è stata ridotta. Oggi vengono impiegate mastectomie meno invasive rispetto a quelle del passato. Al giorno d'oggi, una combinazione di radioterapia e mastectomia mammaria viene utilizzata per ottimizzare il trattamento.

## Mastectomia radicale

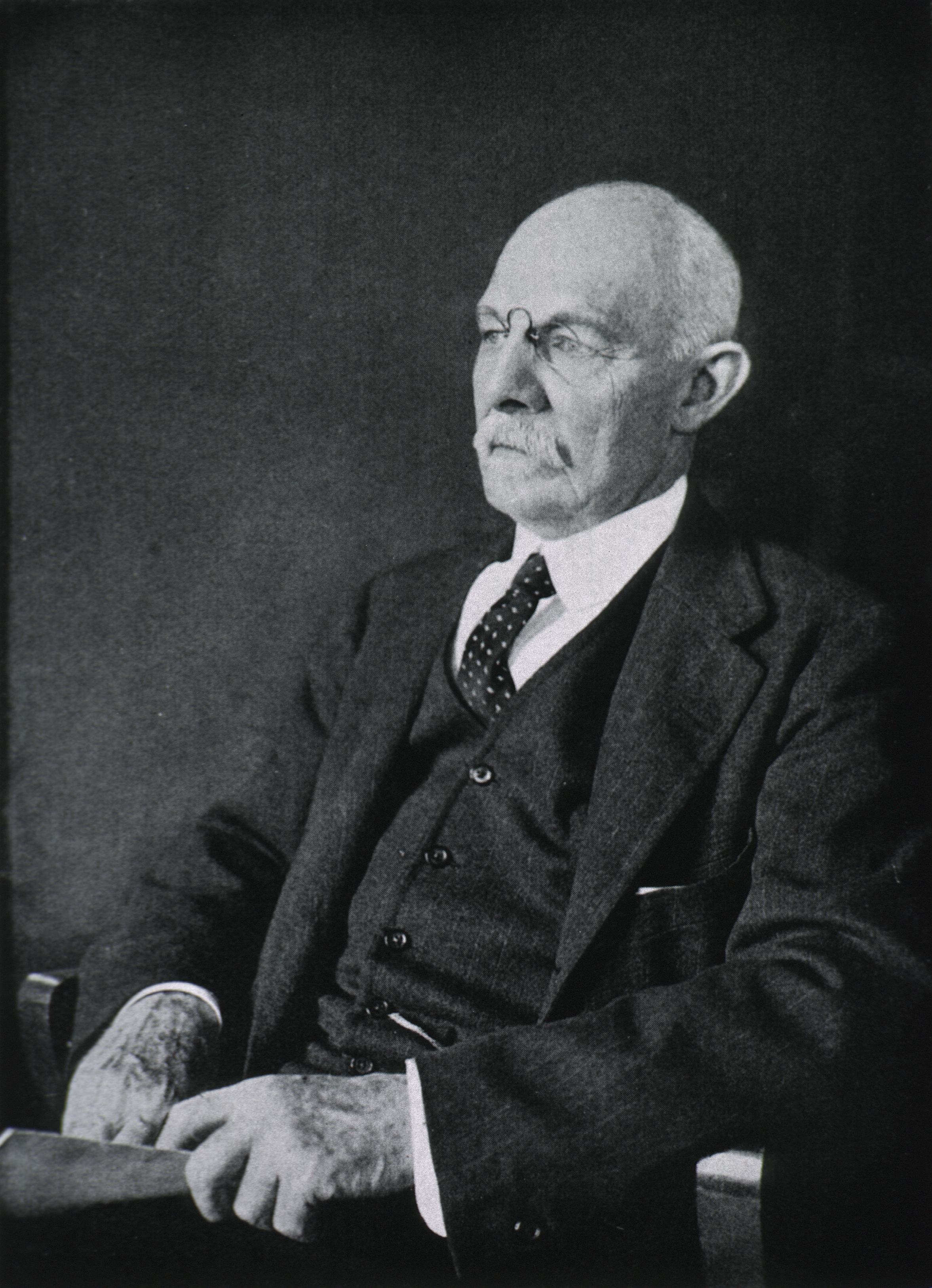
Ritratto di William Halsted

Halsted e Meyer sono stati i primi a raggiungere risultati di successo con la mastectomia radicale, inaugurando così l'era moderna del trattamento chirurgico per il carcinoma mammario. Nel 1894, William Halsted pubblicò il suo lavoro con la mastectomia radicale sui 50 casi operati al Johns Hopkins tra il 1889 e il 1894. Willy Meyer pubblicò anche una ricerca sulla mastectomia radicale raccontando le sue interazioni con i pazienti di New York nel dicembre 1894. La rimozione in blocco del tessuto mammario divenne nota come mastectomia di Halsted prima di adottare il titolo "l'operazione completa" e, infine, "mastectomia radicale" come è nota oggi.
La mastectomia radicale si basava sulla convinzione medica che al momento in cui il cancro al seno si diffondeva inizialmente localmente, invadendo il tessuto vicino e quindi diffondendosi ai linfonodi circostanti dove le cellule erano "intrappolate". Si pensava che la diffusione ematica delle cellule tumorali avvenisse in una fase molto successiva. Lo stesso Halsted credeva che il cancro si diffondesse in una "spirale centrifuga", consolidando questa opinione nella comunità medica dell'epoca.
La mastectomia radicale comporta la rimozione di tutto il tessuto mammario, della pelle sovrastante, dei muscoli pettorali e di tutti i linfonodi ascellari. La pelle viene rimossa se la malattia ha coinvolto la pelle, che è spesso ulcerata. I muscoli pettorali furono rimossi non solo perché era coinvolta la parete toracica, ma anche perché si pensava che fosse necessaria la rimozione delle vie linfatiche transpettorali. Si pensava anche, in quel momento, che fosse anatomicamente impossibile eseguire una dissezione ascellare completa senza rimuovere il muscolo pettorale.
William Halsted raggiunse un tasso di recidiva triennale del 3% e un tasso di recidiva locoregionale del 20% senza mortalità perioperatoria . Il tasso di sopravvivenza a cinque anni era del 40%, il doppio di quello dei pazienti non trattati. Tuttavia, i tassi di morbilità post-operatoria erano elevati poiché le grandi ferite venivano lasciate guarire per granulazione, il linfedema era onnipresente e il movimento del braccio era fortemente limitato. Pertanto, il dolore cronico divenne una sequela prevalente. Poiché i chirurghi si trovavano di fronte a tumori al seno così grandi che sembravano aver bisogno di metodi di trattamento drastici, la qualità della vita del paziente non era presa in considerazione.
Tuttavia, grazie al lavoro di Halsted e Meyer, è stato possibile curare alcuni casi di cancro al seno e la conoscenza sulla malattia iniziò ad aumentare. Furono creati trattamenti standardizzati e condotti studi controllati a lungo termine. Presto divenne evidente che alcune donne con stadi avanzati della malattia non beneficiassero dell'intervento chirurgico. Nel 1943, Haagensen e Stout esaminarono oltre 500 pazienti con mastectomia radicale per carcinoma mammario e identificarono un gruppo di pazienti che non potevano essere curati dalla mastectomia radicale sviluppando così i concetti di operabilità e inoperabilità. I segni di inoperabilità includevano ulcerazione della pelle, fissazione alla parete toracica, noduli satellitari, edema della pelle (peau d'orange), ingrossamento dei linfonodi sopraclaveari, linfonodi ascellari più grandi di 2,5 cm. linfonodi fissi. Questo contributo di Haagensen e dei suoi colleghi alla fine porterà allo sviluppo di un sistema di stadiazione clinica per il carcinoma mammario, la Columbia Clinical Classification, che è un punto di riferimento nello studio della biologia e del trattamento del carcinoma mammario.
Oggi, i chirurghi raramente eseguono mastectomie radicali. Uno studio del 1977 condotto dal National Surgical Adjuvant Breast and Bowel Project (NSABP), guidato da Bernard Fisher, ha dimostrato che non vi era alcuna differenza statistica nella sopravvivenza o nella recidiva tra mastectomie radicali e interventi chirurgici meno invasivi.

## Mastectomie radicali estese

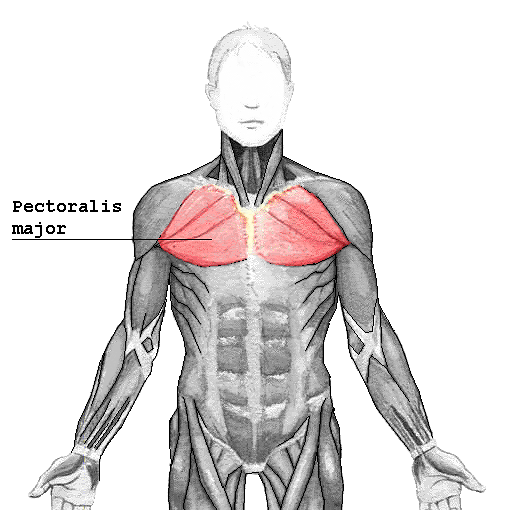
Muscolo Pettorale

Secondo la teoria di Halsted-Meyer, la via principale per la diffusione del cancro al seno era attraverso i dotti linfatici . Pertanto, si pensava che l'esecuzione di interventi chirurgici più ampi e più mutilanti che rimuovessero un numero maggiore di linfonodi avrebbe comportato maggiori possibilità di guarigione. Dal 1920 in poi, molti chirurghi eseguirono interventi chirurgici più invasivi della procedura originale di Halsted . Sampson Handley notò l'osservazione di Halsted dell'esistenza di metastasi maligne alla parete toracica e all'osso mammario attraverso la catena di nodi mammari interni sotto lo sterno e impiegò una mastectomia radicale "estesa" che includeva la rimozione dei linfonodi situati lì e il impianto di aghi di radio negli spazi intercostali anteriori. Questa linea di studio fu implementata da suo figlio, Richard S. Handley, che studiò il coinvolgimento linfonodale della catena mammaria interna nel carcinoma mammario e dimostrò che il 33% di 150 pazienti con carcinoma mammario aveva un coinvolgimento della catena mammaria interna al momento dell'intervento. La mastectomia radicale è stata successivamente estesa da un numero di chirurghi come Sugarbaker e Urban per includere la rimozione dei linfonodi mammari interni. Alla fine, questa mastectomia radicale "estesa" è stata ulteriormente estesa per includere la rimozione dei linfonodi sopraclaveari al momento della mastectomia da parte di Dahl-Iversen e Tobiassen. Alcuni chirurghi come Prudente arrivarono addirittura ad amputare la parte superiore del braccio in blocco nel tentativo di curare una malattia locale relativamente avanzata. Questa progressione sempre più radicale è culminata nella mastectomia "super radicale" che consisteva nell'escissione completa di tutto il tessuto mammario, contenuto ascellare, rimozione del latissimus dorsi, muscoli pettorali maggiori e minori e dissezione dei linfonodi mammari interni. Dopo l'analisi retrospettiva, le mastectomie radicali estese sono state abbandonate poiché queste operazioni massicce e disabilitanti si sono dimostrate non superiori a quelle radicali standard.